# Rhododendrin
Rhododendrin con la fórmula química C16H24O7 es un glicósido de arylbutanoide y un fenilpropanoide, tipos de fenoles naturales. Se puede encontrar en las hojas de Rhododendron aureum o en Cistus salviifolius.
Muestra propiedades analgésicas y antiinflamatorias